# Карл Саксонский (герцог Курляндии)
Карл-Христиан-Иосиф-Игнац-Франц-Ксавьер (нем. Karl von Sachsen und Polen; 13 июля 1733 или 17 июля 1733, Дрезден — 16 июня 1796, Дрезден) — польский королевич, курпринц саксонский, герцог Курляндский и Семигальский (1759—1763).

## Биография
Представитель династии Веттинов. Пятый сын курфюрста саксонского Фридриха Августа II, будущего короля польского и великого князя литовского Августа III и Марии Жозефы (Габсбург), эрцгерцогини Австрийской. Внук Августа Сильного.
Первоначально для него предполагалась карьера военного. Во время Семилетней войны Карл-Христиан-Иосиф сражался с Пруссией в составе австрийской армии.
В 1758 году приехал в Санкт-Петербург и некоторое время жил при дворе российской императрицы Елизаветы Петровны, сражался в рядах русской армии при Цорндорфе.
Несмотря на противодействие Чарторыйских, польский сенат в 1758 году признал Эрнста Иоганна Бирона низложенным и престол Курляндии и Семигалии стал вакантным.
Благодаря политическим манёврам отца и поддержке императрицы в 1759 году, Август III признал возможным отдать его в ленное владение Карлу-Христиану-Иосифу.
Его номинация, утверждённая лишь решением совета Сената Речи Посполитой, первоначально вызвала сопротивление курляндской знати, однако это не повлияло на решение Веттинов, вследствие чего, при посредстве старосты полангенского Мирбаха состоялось соглашение между Карлом-Христианом-Иосифом и сословиями, старавшимися, главным образом, оградить протестантизм от католических поползновений.
При содействии России в 1759 году Карл-Христиан-Иосиф смог в январе 1760 года торжественно въехать в Митаву, хотя по основным законам Курляндии герцог должен был быть протестантского (аугсбургского) вероисповедания, тогда как принц Карл был католик.
Тайно женившись 25 марта 1760 года на графине Франциске Корвин-Красинской, Карл-Христиан-Иосиф имел частые столкновения с сословиями, решая самовольно вопросы о евреях, монетном деле и др., приближая к себе, кроме дворян, лиц сведущих и из иных классов.
Первоначально пользовался благосклонной поддержкой российского двора. Однако, в 1762 году, смерть императрицы Елизаветы и воцарение Петра III, а потом вступление на русский престол Екатерины II предрешили его судьбу. Императрица восстановила Эрнста Иоганна Бирона на курляндском герцогском троне.
Чтобы вознаградить Карла-Христиана-Иосифа, предполагалось секуляризовать в его пользу епископства Гильдесгеймское и Падерборнское, а также город Эрфурт, на что он, однако, не дал согласия. Вернувшись после временной отлучки на родину, князь застал в Курляндии русские войска. В декабре 1762 года Карл-Христиан-Иосиф с 40 польскими дворянами был осаждён русскими войсками в своем дворце в Митавe, лишь тайком получая самое необходимое из города. Бирон в феврале 1763 года въехал в Митаву. Князь сидел ещё два месяца в своем замке, не соглашаясь на отречение, пока не получил от отца приказания оставить Курляндию. Не получив нужной поддержки от Речи Посполитой и саксонской армии, он, таким образом, потерял трон и бежал в Дрезден.
Утратив герцогский трон, вместе с братьями после смерти Августа III в 1763 году сделал безуспешную попытку унаследовать польский престол.
В 1768 году князь Карл-Христиан-Иосиф Веттин принял участие в Барской конфедерации, надеясь с помощью польской шляхты восстановить себя на престоле Курляндии и Семигалии и овладеть польской короной. В 1771 году был даже разработан нереализованный план вернуть князя в Речь Посполитую, для того, чтобы он возглавил силы конфедерации, но все попытки вернуть герцогство остались тщетными.
Жил большею частью в Дрездене, до самой смерти в 1796 году удерживая за собою герцогский титул.
Умер в Дрездене. Похоронен в лужицком монастыре Мариенштерн в Паншвиц-Кукау.
В браке имел единственную дочь — Марию Кристину Альбертину Каролину Саксонскую (1770—1851), будущую мать Карла Альберта, короля Сардинского королевства (1831—1849).

## Награды
- Орден Белого орла (1735)[3]
- Военный орден Святого Генриха (1736)
- Орден Святого апостола Андрея Первозванного (1758)
- Орден Святого Александра Невского (1758)[4]